# Grund (Buchbach)
Grund ist einer der 80 Gemeindeteile von Buchbach im oberbayerischen Landkreis Mühldorf am Inn.

## Geografische Lage
Die Einöde Grund liegt im Gemeindegebiet des Marktes Buchbach in der Region Südostoberbayern im Alpenvorland inmitten des tertiären Hügellandes zwischen den Tälern der Vils im Norden und der Isen im Süden. Die Landeshauptstadt München ist rund 65 km entfernt.

## Geschichte

Grund

Die Einöde Grund lag seit dem bayerischen Gemeindeedikt von 1818 in der Gemeinde Felizenzell und gehörte zur katholischen Pfarrei Buchbach. Am 1. Januar 1972 wurde sie im Zuge der Gebietsreform in Bayern nach Buchbach eingegliedert.

## Bevölkerungsentwicklung
Grund hatte 1848 neun Einwohner. Im Jahr 1861 gab es dort  acht Einwohner und fünf Gebäude. Im Mai 1987 gab es nur noch fünf Einwohner in einem Wohngebäude.